# Il Pigmalione
Il Pigmalione è una scena drammatica in un atto composta da Gaetano Donizetti nel 1816, su libretto di Simeone Antonio Sografi.

## Presentazione
Si tratta della prima opera del giovane Donizetti, allora diciannovenne studente di composizione a Bologna presso padre Stanislao Mattei. La partitura autografa reca come date estreme di inizio e fine del lavoro 15 settembre e 1º ottobre 1816: è possibile quindi che l'occasione sia stata la visita in settembre del primo maestro del giovane, Johann Simon Mayr.
L'intera vicenda è incentrata sulla figura del tenore, l'intervento del soprano si limita alla sola parte finale. Il soggetto è tratto da un celebre episodio contenuto nel decimo libro delle Metamorfosi di Ovidio: Pigmalione, re di Creta, disgustato dalle donne, ha rinunciato all'amore e si è dedicato alla scultura per poter creare un ideale di bellezza femminile inesistente in natura. Finisce però per innamorarsi della sua stessa creazione, e convince Afrodite a darle vita. Nasce così la sua sposa Galatea.
L'opera non venne mai messa in scena mentre il compositore era in vita: la prima rappresentazione avvenne solo il 13 ottobre 1960 a Bergamo, presso il Teatro Gaetano Donizetti, per la direzione di Armando Gatto, con i ruoli dei due protagonisti affidati a Doro Antonioli e Orianna Santunione.

## Trama
Lo scultore Pigmalione è disperato: il lavoro gli appare vuoto e senza senso da quando ha cominciato a provare una nuova e sconosciuta passione amorosa per una sua statua femminile, le cui membra sembrano muoversi quando vi si accosta con gli strumenti del mestiere. Dilaniato da sentimenti contrastanti, si rivolge agli dei, chiedendo pace e pietà. Ogni speranza però è vana e l'unica soluzione pare essere la morte: Pigmalione si rivolge a Venere, dea dell'amore, dicendo di voler consacrare la sua vita e la sua morte alla statua che chiama per nome: "Galatea dove sei?". Quando un fulmine colpisce la statua che si anima e l'artista dice di esserne stato il creatore; Galatea -scoprendo i palpiti del proprio cuore- comprende di essere viva e lo abbraccia.

## Discografia
| Anno | Cast (Pigmalione, Galatea)                   | Direttore        | Etichetta      |
| ---- | -------------------------------------------- | ---------------- | -------------- |
| 1963 | Isidoro (Doro) Antonioli, Orianna Santunione | Armando Gatto    | Voce 15        |
| 1974 | Giuseppe Baratti, Maria Grazia Ferracini     | Bruno Rigacci    | House of Opera |
| 1990 | Paolo Pellegrini, Susanna Rigacci            | Fabio Maestri    | Bongiovanni    |
| 2017 | Antonino Siragusa, Aya Wakizono              | Gianluca Capuano | Dynamic        |